# کالج پوینت (کوئینز)
کالج پوینت (به انگلیسی: College Point) یک منطقهٔ مسکونی در ایالات متحده آمریکا است که در کویینز واقع شده‌است. کالج پوینت ۲۴٬۲۷۵ نفر جمعیت دارد.